# Idiospermaceae
Famille
Classification APG II (2003)
Classification APG III (2009)
Les Idiospermaceae (les Idiospermacées) sont une petite famille de plantes à fleurs de l'ordre des Laurales. Ce sont des plantes à fleurs de divergence ancienne. Elle comprend une seule espèce : Idiospermum australiense originaire du Queensland en Australie. Ces plantes sont des arbres tropicaux.

## Étymologie
Le nom vient genre Idiospermum lui-même issu du grec ιδιος / idios, « particulier ; différent ; original », et σπερμα / sperma,  « semence ; graine », en référence aux graines particulières de cette plante qui peuvent avoir jusqu’à six cotylédons.

## Classification
Cette famille a été créée en classification classique.
En classification phylogénétique, cette famille n'existe plus et ces plantes ont été incorporées aux Calycanthacées.